# Le Souffle : Vive la Patrie
Pour plus de détails, voir Fiche technique et Distribution.
Le Souffle : Vive la Patrie (Nefes: Vatan Sağolsun) est un film de guerre turc produit, coécrit, réalisé et comonté par Levent Semerci et sorti le 16 octobre 2009.
Après avoir produit les spots publicitaires de Ford, Garanti Bankası, Zorlu Holding, Pamukbank, Aygaz, Aria, Akbank, Anadolu Hayat et İş Bankası en Turquie et les clips musicaux de Meltem Cumbul, Özlem Tekin, Sezen Aksu et Şebnem Ferah, Levent Semerci réalise avec ce film son premier long métrage.

## Synopsis
Le film se déroule à la frontière entre la Turquie et l'Irak lors des incursions militaires turques au nord de l'Irak afin de repousser le PKK ; Mete, un capitaine de l'armée turque, et quarante soldats sous ses ordres, sont chargés de se rendre à la gendarmerie de Karabal, située sur une des montagnes les plus hautes de Turquie à 2 365 mètres d'altitude, dans le but de protéger une base essentielle pour les communications radio de l'armée turque.

## Fiche technique
- Titre original : Nefes: Vatan Sağolsun
- Titre français : Le Souffle : Vive la Patrie
- Réalisation : Levent Semerci
- Scénario : Hakan Evrensel d'après son récit Güneydoğu'dan Öyküler, Mehmet İlker Altınay et Levent Semerci
- Costumes : Mikhael Tokgözoğlu, Nevin özgür Başar, Yaprak Güleç
- Photographie : Kadircan Kurbay, Zeynep Oray, Emre Erdem
- Montage : Erkan Erdem	et Levent Semerci
- Musique : Firat Yukselir
- Production : Levent Semerci, Murat Akdilek
- Société(s) de production : Fida Film et Creavidi
- Société(s) de distribution :  Medyavizyon
- Budget : 5 000 000 $[1]
- Pays d’origine : Turquie
- Langue : Turc, Kurde
- Format : Couleurs (DeLuxe) - 35mm - 2.35:1 -  Son Dolby numérique
- Genre : Guerre, action et drame
- Durée : 128 minutes
- Dates de sortie :
- Turquie : 16 octobre 2009
  -  Belgique et  Suisse : 22 octobre 2009

## Distribution
- Mete Horozoğlu : le capitaine Mete
- İlker Kızmaz : le sergent Ilker Cavus
- Özgür Eren Koç : Resul
- Barış Bağcı : le lieutenant Baris
- Birce Akalay : l'épouse du capitaine Mete
- Engin Hepileri : Taksideki Adam

## Lieux de tournage
Le tournage se déroule en Turquie, dans les villes de Kemer, Izmit, Istanbul et Gömbe (en).

## Box-office
Sur un budget estimé à environ 2 000 000 $, Le Souffle : Vive la Patrie, qui a réuni 2 436 780 spectateurs au bout de 38 semaines d'exploitation, a rapporté 19 816 778 livres turques, soit environ 8 000 000 € . Une partie des recettes du film est reversée aux Forces armées turques. 
| Pays ou région | Box-office                | Date d'arrêt du box-office | Nombre de semaines |
| -------------- | ------------------------- | -------------------------- | ------------------ |
| Turquie        | 19 720 380 livres turques |                            | 38                 |